# Мелвін (Техас)
Мелвін (англ. Melvin) — місто (англ. town) в США, в окрузі Маккалох штату Техас. Населення — 123 особи (2020).

## Географія
Мелвін розташований за координатами 31°11′57″ пн. ш. 99°34′53″ зх. д. / 31.19917° пн. ш. 99.58139° зх. д. (31.199216, -99.581316).  За даними Бюро перепису населення США в 2010 році місто мало площу 1,21 км², з яких 1,20 км² — суходіл та 0,01 км² — водойми.

## Демографія
Згідно з переписом 2010 року, у місті мешкало 178 осіб у 81 домогосподарстві у складі 47 родин. Густота населення становила 147 осіб/км².  Було 113 помешкання (93/км²).
Расовий склад населення:
| - 82,0 % — білих - 0,6 % — корінних американців - 16,9 % — осіб інших рас |

До двох чи більше рас належало 0,6 %. Частка іспаномовних становила 34,3 % від усіх жителів.
За віковим діапазоном населення розподілялося таким чином: 19,1 % — особи молодші 18 років, 53,4 % — особи у віці 18—64 років, 27,5 % — особи у віці 65 років та старші. Медіана віку мешканця становила 51,5 року. На 100 осіб жіночої статі у місті припадало 81,6 чоловіків;  на 100 жінок у віці від 18 років та старших — 92,0 чоловіків також старших 18 років.
Середній дохід на одне домашнє господарство  становив 34 738 доларів США (медіана — 32 500), а середній дохід на одну сім'ю — 42 802 долари (медіана — 37 500). За межею бідності перебувало 33,7 % осіб, у тому числі 48,6 % дітей у віці до 18 років та 15,9 % осіб у віці 65 років та старших.
Цивільне працевлаштоване населення становило 77 осіб. Основні галузі зайнятості: роздрібна торгівля — 28,6 %, сільське господарство, лісництво, риболовля — 23,4 %, мистецтво, розваги та відпочинок — 11,7 %, виробництво — 10,4 %.